# 豊田真由美
豊田 真由美（とよた まゆみ）は、日本の女性アナウンサー。東京地下鉄（東京メトロ）や西武鉄道などの構内アナウンスを担当している。

## 主な出演

### 駅放送
- 東京地下鉄（東京メトロ）銀座線[1]、有楽町線[2]
  - 南北線は、小野由美子、副都心線は羽鳥美由希、東西線は岡浩子が担当。
- 西武鉄道の一部[3]
  - 多摩川線は大原さやかが担当している。
- 横浜市営地下鉄発車放送
- 九州旅客鉄道
  - 新幹線ホーム放送
- JRの総武暫定型放送（現在は不使用）

### ナレーション
- EBCスーパータイム